# 博诺尔瓦
博诺尔瓦（義大利語：Bonorva），是意大利萨萨里省的一个市镇。总面积149.55平方公里，人口3742人，人口密度25.0人/平方公里（2009年）。ISTAT代码为090013。